# Zeta del Taure
Zeta del Taure (ζ Tauri) és una estrella binària dins la constel·lació zodiacal de Taurus, el Toro. Té una magnitud visual aparent de 3.0, la qual té una brillantor suficient per observar-la a ull nu. Per paral·laxi es troba a una distància d'uns 440 anys llum de la Terra.
Comparada amb el Sol, l'estrella primària és enorme amb una massa d'unes 11 vegades que la del Sol i un radi d'unes 5-6 vegades.Té una rotació ràpida de 125 km s−1. La seva estrella companya té un 94% de la massa del Sol. La seva classificació per la seva massa és de G4.